# Сказочные шахматы
Ска́зочные ша́хматы (англ. fairy chess) — раздел шахматной композиции. В произведениях этого раздела присутствуют изменения некоторых из общепринятых правил игры или материала (применяются необычные правила, фигуры, доски необычной формы, меняются цели игры, например, целью игры может быть пат и др.).

## Описание
Широкое распространение получили в XX веке в Англии, Венгрии, Германии, Нидерландах. Большой вклад в создание новых форм сказочных шахмат внёс Томас Доусон.
В советской шахматной литературе публиковались лишь некоторые сказочные разновидности: цилиндрические шахматы, максимуммер, задачи с новыми фигурами (всадник, сверчок, магараджа). Крупные соревнования по сказочным шахматам в СССР не проводились.
Некоторые шахматисты-практики относились к ним резко отрицательно, например, Михаил Ботвинник назвал их «квинтэссенцией сумбура» («Сумбур в композиции» в соавторстве с Л. Ф. Спокойным). Тем не менее советские проблемисты имели крупные достижения на отдельных соревнованиях по сказочным шахматам (например, Юрий Гордиан). В области сказочных шахмат пробовал свои силы Владимир Набоков, который гордился своей задачей «Белые берут ход назад», посвящённой Евгению Зноско-Боровскому и опубликованной в эмигрантской газете «Последние новости» в Париже.
В 1988 году журнал «64 — Шахматное обозрение» предпринял попытку систематизировать сказочные жанры шахматной композиции:
1. собственно неортодоксальные жанры (кооперативный и обратный маты)[5]
2. максимуммер
3. цирце (включая его разновидности)
4. мадраси
5. патрульные шахматы
6. цилиндрические шахматы
7. решётчатая доска
8. магические шахматы (два вида — магические поля и магические фигуры)
9. шахматы с нейтральными фигурами
10. шахматы с новыми или дополнительными (имитатор, призма, бильярдные слоны) фигурами (сверчки, всадники и др. — особенно популярны фигуры коневого типа)
11. аугсбургские шахматы
12. андернахские шахматы
13. франкфуртские шахматы
14. китайские шахматы
15. изменения правил хода привычных фигур (например, беролина — пешка, ходящая по диагонали и бьющая вперёд по вертикали)
16. дуэльные шахматы
17. квантовые шахматы
18. мерцающие шахматы
19. стоклеточные шахматы

Однако данный перечень не является исчерпывающим.
В настоящее время сказочные шахматы — обязательный раздел в командных чемпионатах мира и России по шахматной композиции. Все ведущие современные издания по шахматной композиции, в том числе российские, имеют в своём составе и сказочный раздел.